# Sutton St Edmund
Sutton St Edmund – wieś i civil parish w Anglii, w Lincolnshire, w dystrykcie South Holland. W 2011 civil parish liczyła 684 mieszkańców.